# Didier Migaud

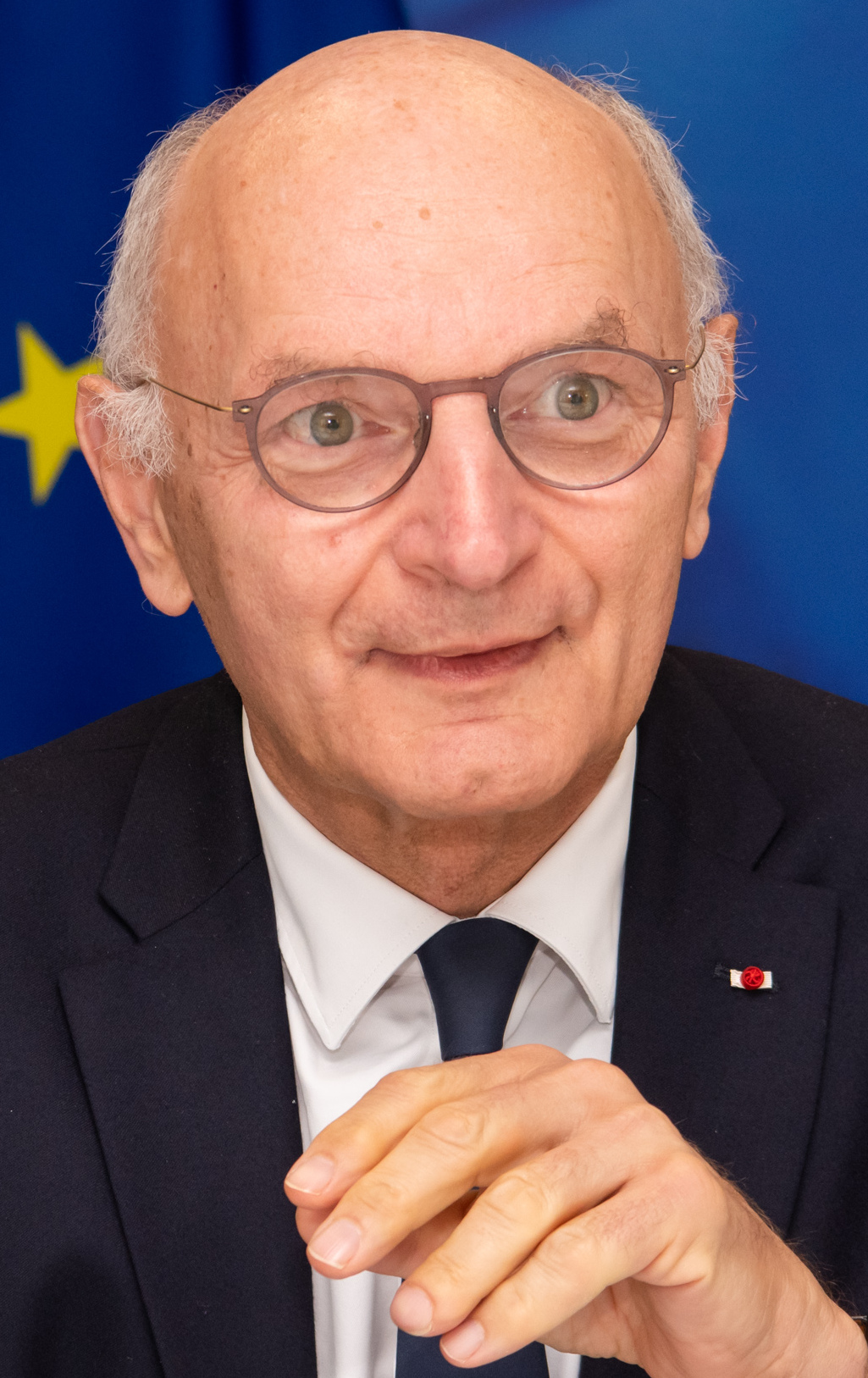
Didier Migaud (2023)

Didier Migaud (* 6. Juni 1952 in Saint-Symphorien, Tours) ist ein französischer Jurist und Politiker, der unter anderem zwischen 1988 und 2010 für die Parti socialiste (PS) Mitglied der Nationalversammlung sowie von 2010 bis 2020 Erster Präsident des Rechnungshofes, des Cour des Comptes, war. 2024 übernahm er im Kabinett Barnier die Ämter als Justizminister und Siegelbewahrer von Frankreich.

## Leben
Didier Migaud absolvierte nach dem Schulbesuch ein Studium am Institut d’études politiques de Lyon (IEP de Lyon), welches er mit einem Diplom in Rechtswissenschaft abschloss. Sein politisches Engagement begann er als Mitglied des Regionalrates der Region Rhône-Alpes, dem er zwischen dem 17. März 1986 und dem 15. Oktober 1988 angehörte. Bei der Parlamentswahl am 12. Juni 1988 wurde er für die Sozialistische Partei PS (Parti socialiste) im vierten Wahlkreis im Département Isère erstmals zum Mitglied der Nationalversammlung (Assemblée nationale) gewählt und gehörte dieser nach seinen Wiederwahlen am 28. März 1993, 1. Juni 1997, 16. Juni 2002 und am 19. Juni 2007 bis zu seinem Mandatsverzicht am 1. März 2010 an, woraufhin seine Parteifreundin Marie-Noëlle Battistel am 7. Juni 2010 zur neuen Abgeordneten in diesem Wahlkreis gewählt wurde. Während seiner fast 22-jährigen Mitgliedschaft in der Nationalversammlung war er unter anderem Mitglied zahlreicher Ständiger Ausschüsse, Sonder- und Untersuchungskommissionen und fungierte unter anderem zwischen dem 5. April 1995 und dem 21. April 1997 als stellvertretender Vorsitzender, vom 17. Juni 1997 bis zum 18. Juni 2002 als Generalberichterstatter sowie zuletzt zwischen dem 28. Juni 2007 und dem 23. Februar als Vorsitzender des Ausschusses für Finanzen, allgemeine Wirtschaft und Haushaltskontrolle (Commission des finances, de l’économie générale et du contrôle budgétaire). Zwischenzeitlich gehörte er zwischen dem 25. Juni 2002 und dem 19. Juni 2007 als „Questeur“ dem Präsidium der Nationalversammlung als Mitglied an.
Neben seiner Abgeordnetentätigkeit war Migaud als Nachfolger von Michel Segaert vom 25. Juni 1995 bis zu seiner Ablösung am 6. März 2010 durch Michel Baffert auch Bürgermeister von Seyssins, einer Kleinstadt im Département Isère. Des Weiteren übernahm er am 18. Juli 1995 von Robert Magnin den Posten als Präsident des Gemeindeverbandes (Communauté d’agglomération) Grenoble-Alpes-Métropole in diesem Département mit rund 450.000 Einwohnern.
Als Nachfolger des am 7. Januar 2010 verstorbenen Philippe Séguin und einer kommissarischen Amtsführung von Alain Pichon übernahm Didier Mignon am 23. Februar 2010 das Amt als Erster Präsident des Rechnungshofes, des Cour des Comptes. Daraufhin verzichtete er auf sein Mandat in der Nationalversammlung und seine sonstigen politischen Ämter. Das Amt als „Premier président de la Cour des comptes“ übte er bis zum 31. Januar 2020 aus, woraufhin Sophie Moati dieses zunächst kommissarisch übernahm, ehe Pierre Moscovici neuer Präsident wurde. Als Präsident des Rechnungshofes war er zudem Mitglied der Internationalen Organisation der Obersten Rechnungskontrollbehörden und wurde 2010 zum Kommandeur der Ehrenlegion ernannt. Er selbst löste daraufhin am 30. Januar 2020 Jean-Louis Nadal als Präsident der Hohen Behörde für Transparenz im öffentlichen Leben HATVP (Haute Autorité pour la transparence de la vie publique), eine unabhängige Verwaltungsbehörde, die durch das Gesetz über die Transparenz des öffentlichen Lebens vom 11. Oktober 2013 geschaffen wurde und die Kommission für die finanzielle Transparenz des politischen Lebens ersetzt. Er verblieb in dieser Funktion bis zum 24. September 2024, woraufhin Patrick Matet kommissarischer Präsident wurde.
Drei Tage zuvor wurde Didier Migaud am 21. September 2024 von Premierminister Michel Barnier in dessen Kabinett berufen und übernahm dort die Ämter als Justizminister (Ministre de la Justice) und Siegelbewahrer von Frankreich (Garde des Sceaux).

## Veröffentlichungen
- ’'épargne dans l’ère de l’euro. Actes du colloque, janvier 1999, M&M conseil, Paris 1999
- La mise en oeuvre de la loi organique relative aux lois de finances. Réussir la LOLF, clé d’une gestion publique, responsable et efficace. Rapport au gouvernement, Mitautor Alain Lambert, Documentation française, Paris 2005, ISBN 2-1109-5-5155
- Pour une nouvelle déontologie de vie publique. Rapport au Président de la République. Rapport de la Commission de réflexion pour la prévention des conflits dintérêts dans la vie publique, Mitautoren Jean-Marc Sauvé, Jean-Claude Magendie, Documentation française, Paris 2011, ISBN 978-2-11008-7-683